# Копшивњица
Копшивњица (пољ. Koprzywnica) је град у Пољској у Војводству Светокришком у Повјату Сандомјежком. Према попису становништва из 2011. у граду је живело 2.621 становника.

## Становништво
Према прелиминарним подацима са пописа, у граду је 2011. живело 2.621 становника.
| 2002. | 2011. | 2012. |
| ----- | ----- | ----- |
| 2.581 | 2.621 | 2.589 |